# 薩拉維納縣

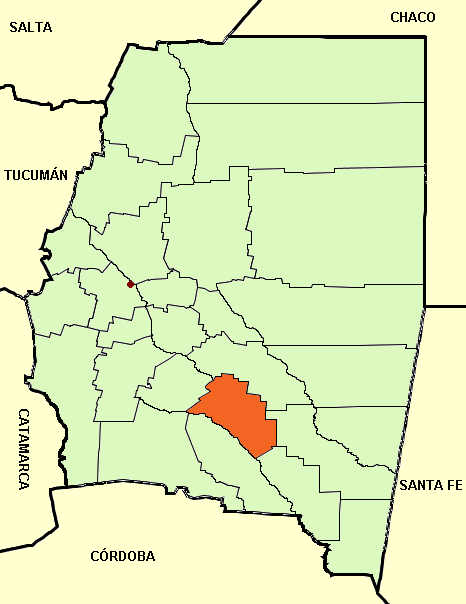

28°59′6″S 63°27′2″W / 28.98500°S 63.45056°W
薩拉維納縣（西班牙語：Departamento Salavina），是阿根廷的縣份，位於該國北部聖地亞哥-德爾埃斯特羅省，首府設於洛斯特拉雷斯，面積3,562平方公里，2010年人口11,217人，人口密度每平方公里3.15人。